# Prolymnia viola
Prolymnia viola là một loài bướm đêm trong họ Noctuidae.